# Уды (село)
У́ды (укр. Уди) — село в Богодуховском районе Харьковской области Украины. До 2020 года село являлось административным центром Удянского сельсовета в составе упразднённого Золочевского района. В сельсовет также входили сёла Константиновка, Окоп и Червоная Заря.

## Население
0 человек - 2023 год.

## Географическое положение
Село Уды находится в 16 км от Золочева на берегах реки Уды в месте впадения в неё Карачёвского яра и балки Мокрый лог; выше по течению реки на расстоянии двух км расположено село Червоная (Красная) Заря, ниже по течению на расстоянии одного км — село Константиновка.

## История
Село Уды было основано на пустовавших землях Болховецкого уезда Белгородской губернии в Удском стане по указу от 4 (14) ноября 1677 года солдатами и рейтарами из Болховца.
Изначально село называлось При́стен (Пристенское) — по названию Пристенного леса, возле которого оно было основано; в этом лесу ещё до основания села у болховчан были пасеки; на плане генерального межевания 1780-х годов отмечен овраг Пристенный.
Первопоселенцами были 67 служилых людей, которые участвовали в Чигиринском походе. В Удах сначала селились служилые дети боярские, а с XVIII века — однодворцы. В 1689 году был построен деревянный православный храм в честь Рождества Пресвятой Богородицы.
В 1706 году село по указу Петра I вошло в Золочевскую сотню Харьковского казацкого полка. В начале XVIII века часть однодворцев была записана в слободские казаки в Золочевскую сотню.
Население села в 1779 году составляло 973 души. Село было третьим по количеству населения населённым пунктом Золочевского уезда без самого Золочева, уступая только местечку Ольшана (2695) и слободе Дементьевке (1176). К 1780-м годам в Удах проживало два сословия: однодворцы — 655 человек и войсковые обыватели (потомки однодворцев, которые были слободскими казаками) — 2 060 человек.
В 1822 году был освящён православный каменный храм Рождества Богородицы; ктиторами были профессор Харьковского императорского университета Аким Нахимов, крестьяне Иван Клемёнов, Фёдор Шевченко и священник Афанасий Высочинский.
В 1862 году в состав Удянской волости входили Уды, хутор Протопоповский, хутор Гурьевский Казачок, село Лопань, хутор Макаровский и хутор Шаповаловский.
В 1869 году в Удах были православный храм и двадцать три ветряные мельницы.
Являлось центром Удянской волости Харьковского уезда Харьковской губернии Российской империи и УССР (до 1923 года).
Во время германской оккупации в 1941—1943 годах в селе были разрушены четыре школы, электростанция, клуб, библиотека, больница и 155 жилых домов; в Германию на принудительные работы было угнано 358 человек.
В 1966 году население составляло 1 927 человек; в Удах работали межколхозный кирпичный завод, филиал Золочевского молокозавода, четыре школы (средняя и три начальные), три клуба, библиотека, больница, три колхоза: «Путь к коммунизму» (4 907 га), «Власть Советов» (2 962 га), «Искра» (1 602 га).
В 1993 году в селе действовали аптека, автоматическая телефонная станция (АТС), магазины, почтовое отделение связи, школа, рыбхоз, сельсовет, колхоз «Искра» (объединённый).
15 августа 2022 года Министерство обороны РФ заявило об установлении контроля ВС РФ над селом Уды.

## Административная принадлежность
Административно Уды в различное время последовательно относились к :
- Удский стан, Болховецкий уезд, Белгородская губерния (1677—1706).
- Золочевская сотня, Харьковский слободской казачий полк (с 1706).
- Золочевский округ, Слободская губерния.
- Золочевское комиссарство, Харьковская провинция, Харьковское наместничество (1765—1779).
- Удянская волость, Харьковский уезд, Харьковская губерния (1780—1923).
- Харьковский уезд, Харьковская область ВСЮР (1919).
- Удянский сельский совет, Золочевский район Харьковской области (1923—2020).
- Богодуховский район (с 17 июля 2020).

## Экономика
- ООО «Агрокомплект».
- ООО «Відродження», сельскохозяйственное.
- «Сивелир», фермерское хозяйство.

## Объекты социальной сферы
- Клуб[11].
- Школа.
- Фельдшерско-акушерский пункт.

## Известные уроженцы
- Николай Федотович Солодилов (1924 ─ 1983) ─ Герой Советского Союза (1943)[12]